# EmDrive

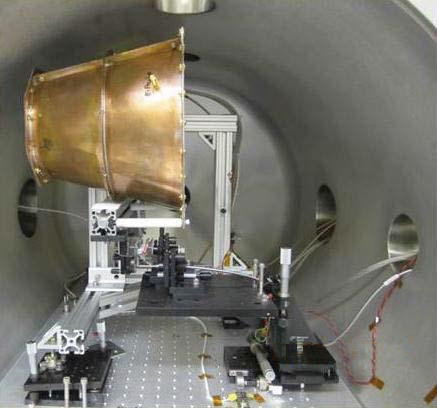
Дослідний зразок двигуна з підключеним вимірювальним обладнанням в лабораторії NASA Eagleworks

EmDrive або радіочастотний резонаторний рушій (англ. radio frequency resonant cavity thruster) — гіпотетичний двигун космічного апарата, запропонований інженером Роджером Шоєром. Магнетрон установки генерує мікрохвильові коливання, енергія яких накопичується в резонаторі високої добротності. При цьому, за твердженням розробника, коливання в резонаторі, що проявляються у вигляді стоячої хвилі, призводять до виникнення вектора тяги (за останніми даними — близько 0.0012 ньютона на кіловат підведеної енергії), що є порушенням законів класичної фізики, зокрема — третього закону Ньютона (якому цілком відповідають реактивні двигуни).
У травні 2018, дослідники з інституту аерокосмічної інженерії Дрезденського технічного університету, дійшли до висновку що тяга апарата — це явище спричинене взаємодією магнітного поля Землі з силовими кабелями в камері, і з цим результатом погодились інші експерти.
У серпні 2013 двигун протестувало НАСА в лабораторії Eagleworks, яку очолює Гарольд Вайт, в космічному центрі імені Джонсона з позитивними результатами. Гарольд Вайт вважає, що такий резонатор може працювати за допомогою створення віртуального плазмового тороїда, який реалізує тягу за допомогою магнітної гідродинаміки при квантових коливаннях вакууму.
Тестування проводилося на крутильному маятнику для малих сил, який здатний виявляти сили в один мікроньютон, в герметичній вакуумній камері з нержавіючої сталі, але при температурі навколишнього повітря та атмосферному тиску, оскільки радіочастотний підсилювач використовує електролітичний конденсатор, не здатний працювати в жорсткому вакуумі.
Випробування резонатора в НАСА були проведені на дуже низькій потужності (в 50 разів менше, ніж в експерименті Шоєр 2002 року і в 150 разів менше, ніж в китайському експерименті 2010 року), але чиста тяга при п'яти запусках склала 91,2 мкН при 17 Вт вхідної потужності. Короткочасна найбільша тяга склала 116 мкН при тій же потужності.
У липні 2015 року німецькі вчені підтвердили працездатність електромагнітного двигуна EmDrive для космічних апаратів. Очікується, що за його допомогою до Місяця можна долетіти за чотири години, до Марса за 70 днів, до Плутона всього за 18 місяців замість дев'яти років.
Внаслідок відсутності як фізично правдоподібної теорії експлуатації, так і надійно відтворюваних доказів, багато фізиків-теоретиків та коментаторів вважають пристрій непрацездатним, пояснюючи спостережувану тягу як помилку вимірювання. Різні медіа-платформи посилаються на двигун як «Неможливий рушій» або «Неможливий космічний рушій».